# Sallapadan, Abra
Sallapadan là một đô thị hạng 5 ở tỉnh Abra, Philippines. Theo điều tra dân số năm 2007, đô thị này có dân số 6.370 người trong 1.075 hộ.

## Các khu phố (barangay)
Sallapadan được chia thành 9 khu phố (barangay).
| Barangay      | Pop. (2007) |
| ------------- | ----------- |
| Bazar         | 590         |
| Bilabila      | 535         |
| Gangal (Pob.) | 909         |
| Maguyepyep    | 1.251       |
| Naguilian     | 721         |
| Saccaang      | 716         |
| Sallapadan    | 303         |
| Subusob       | 824         |
| Ud-udiao      | 521         |